# Gare de Falemprise
La gare de Falemprise est une ancienne halte ferroviaire belge de la ligne 132 de Charleroi à Treignes (frontière). Démolie et noyée par les lacs de l'Eau d'Heure, elle était située près du hameau de Falemprise, sur le territoire de la commune de Cerfontaine, dans la province de Namur.
Elle a disparu lors du démantèlement du tronçon de la ligne 132, entre les gares de Gerlimpont et Senzeilles, en vue de la construction des lacs de l'Eau d'Heure au début des années 1970.

## Situation ferroviaire
Établie à un peu moins de 200 m d'altitude, la gare de Falemprise était située au point kilométrique (PK) 31,0 (tracé antérieur à 1970) de la ligne 132 de Charleroi à Treignes frontière, entre les gares de Silenrieux et de Cerfontaine.
Le site de la gare se trouve submergé par le lac de l'Eau d'Heure, à proximité du barrage de Plate-Taille et du pré-barrage de Falemprise. Une colline que la voie ferrée contournait en tranchée constitue désormais l'île Notre-Dame.

## Histoire
La ligne internationale de Charleroy à Vireux-sur-Meuse, construite par la Société du chemin de fer de l'Entre-Sambre-et-Meuse (future composante du Grand Central Belge), est mise en service de 1848 à 1854. La section de Silenrieux à Cerfontaine, livrée à l'exploitation le 31 décembre 1853 ne comprend alors aucune gare intermédiaire. Un passage à niveau est implanté près de là où le ruisseau de la Plate-Taille rejoint la rivière de l'Eau d'Heure.
Après avoir racheté le Grand Central Belge en 1897, l’État belge améliore les infrastructures de la région de l'Entre-Sambre-et-Meuse.
En 1901, il n'existe pas encore de halte à Falemprise mais sa construction est déjà décidée et doit être réalisée dès que possible. Cette halte est mentionnée en octobre 1903 lors de travaux pour élargir la plate-forme de la voie.
Le premier bâtiment de la gare est une construction entièrement en bois, représentée sur une photographie datée de 1912 où le chef de gare pose avec sa famille. Il sera rapidement remplacé.
Le 9 décembre 1907, à la station de Charleroi-Sud, a lieu une adjudication pour la construction d'un bâtiment des recettes avec auvent habitation pour le chef de gare pour un montant avoisinant les 20 000 francs. Cette construction dont la date précise reste inconnue correspond au plan type 1893 avec, côté rue, une aile de six travées positionnée à droite du corps de logis. La façade est en briques avec des linteaux de pierre surmontés de discrets arcs de décharge et un double bandeau de pierre au soubassement. En ce sens, il était similaire au bâtiment de la gare de Senzeilles (également détruit) et plusieurs bâtiments de ce type, toujours visibles, ont des façades à l'aspect similaire, dont Neuville-Nord et Appelterre où la disposition est inversée.
La ligne sera mise à double voie en 1914[réf. souhaitée]en 1950, date à laquelle la section de voie entre Walcourt et Mariembourg repasse en voie unique. Le croisement des trains est rendu possible dans les gares de Silenrieux et Cerfontaine mais pas à Falemprise.
En 1933, Falemprise devient une dépendance de la station de Cerfontaine.
Sa fermeture définitive a lieu le 31 août 1970, après le passage du dernier train la veille, lors de la fermeture du tronçon de Walcourt à Neuville-Sud du fait de la construction d'un barrage sur l'Eau d'Heure (Lacs de l'Eau d'Heure). Les trains circulent désormais via Philippeville sur la ligne 132N, réalisée en reliant entre-eux des sections de chemin de fer anciens.
Contrairement aux autres gares de la ligne 132 désaffectées pour la création du barrage, l'emplacement de la gare démolie de Falemprise se trouve sous eau. Les autres ont simplement été détruites, sauf à Cerfontaine où le bâtiment de 1913 a été réhabilité.